# Garanti Koza Tournament of Champions 2014 – ženská dvouhra
Do soutěže ženské dvouhry na Garanti Koza Tournament of Champions 2014 nastoupilo osm tenistek podle specifických kritérií. Jednalo se o poslední ročník v tomto formátu. Od sezóny 2015 se zvýšil počet hráček na dvanáct a změnil počet skupin.
Obhájkyní titulu byla rumunská hráčka Simona Halepová, která přes splnění kvalifikačních kritérií žebříčkového postavení i titulu v kategorii International, nemohla do soutěže zasáhnout pro účast na Turnaji mistryň 2014. Také obhájkyně finálové účasti Samantha Stosurová nestartovala poté, co se odhlásila pro poraněnou nohu.
Osm hráček bylo rozděleno do dvou čtyřčlenných skupin pojmenovaných „Serdika“ a „Sredets“ – historických označení bulharského hlavního města Sofie, kde se turnaj naposledy potřetí odehrával.
Vítězkou se, po více než dvou hodinách hry, stala čtvrtá nasazená německá tenistka Andrea Petkovicová, která ve finále zdolala italskou turnajovou trojku Flavii Pennettaovou po třísetovém průběhu 1–6, 6–4 a 6–3. Po výhrách v americkém Charlestonu a rakouském Bad Gasteinu si připsala třetí trofej z probíhající sezóny a úhrnem pátou singlovou na okruhu WTA Tour. Na předcházejících dvou turnajích byla vyřazena vždy v prvním kole. její zlepšení formy tak přišlo v týdnu před finále Fed Cupu 2014.

## Nasazení hráček
1. Jekatěrina Makarovová (základní skupina, 50 bodů, 27 000 dolarů)
2. Dominika Cibulková (základní skupina, 145 bodů, 65 000 dolarů)
3. Flavia Pennettaová (finále, 220 bodů, 140 000 dolarů)
4. Andrea Petkovicová (vítězka, 340 bodů, 255 000 dolarů)
5. Carla Suárezová Navarrová (semifinále, 145 bodů, 75 000 dolarů)
6. Alizé Cornetová (základní skupina, 25 bodů, 35 000 dolarů)
7. Garbiñe Muguruzaová (semifinále, 180 bodů, 90 000 dolarů)
8. Cvetana Pironkovová (základní skupina, 75 bodů, 35 000 dolarů)

## Náhradnice
1. Karolína Plíšková (základní skupina, 25 bodů, 15 500 dolarů)
2. Elina Svitolinová (nenastoupila, 0 bodů, 7 500 dolarů)

## Soutěž
| Legenda                                                       |                                                                        |                                                   |
| - Q – kvalifikant - WC – divoká karta - LL – šťastný poražený | - Alt – náhradník - SE – zvláštní výjimka - PR/SR – žebříčková ochrana | - w/o – bez boje - r – skreč - d – diskvalifikace |

### Finálová fáze
|  | Semifinále | Semifinále          | Semifinále         | Semifinále | Semifinále |   |                           | Finále | Finále | Finále | Finále | Finále |
|  |            |                     |                    |            |            |   |                           |        |        |        |        |        |
|  | 7          | Garbiñe Muguruzaová | 1                  | 4          |            |   |                           |        |        |        |        |        |
|  | 4          | Andrea Petkovicová  | 6                  | 6          |            |   |                           |        |        |        |        |        |
|  | 4          | Andrea Petkovicová  | 6                  | 6          |            | 4 | Andrea Petkovicová        | 1      | 6      | 6      |        |        |
|  |            |                     |                    |            |            | 4 | Andrea Petkovicová        | 1      | 6      | 6      |        |        |
|  |            | 3/WC                | Flavia Pennettaová | 6          | 4          | 3 |                           |        |        |        |        |        |
|  | 5          | 3/WC                | Flavia Pennettaová | 6          | 4          | 3 | Carla Suárezová Navarrová | 4      | 2      |        |        |        |
|  | 5          |                     |                    |            |            |   | Carla Suárezová Navarrová | 4      | 2      |        |        |        |
|  | 3/WC       | Flavia Pennettaová  | 6                  | 6          |            |   |                           |        |        |        |        |        |

### Skupina Serdika
|        |                                         | Makarova Plíšková      | Pennetta               | Cornet                 | Muguruza               | Zápasy V/P | Sety V/P                | Hry V/P                     | Pořadí |
| 1. Alt | Jekatěrina Makarovová Karolína Plíšková |                        | 1–6, 3–6 (w/ Plíšková) | 1–6, 4–6 (w/ Makarova) | 2–6, 1–6 (w/ Makarova) | 0–2 0–1    | 0–4 (0,0 %) 0–2 (0,0 %) | 8–24 (25,0 %) 4–12 (25,0 %) | X 4.   |
| 3./WC  | Flavia Pennettaová                      | 6–1, 6–3 (w/ Plíšková) |                        | 6–1, 6–2               | 6–0, 1–6, 1–6          | 2–1        | 5–2 (71,4 %)            | 32–19 (62,7 %)              | 2.     |
| 6.     | Alizé Cornetová                         | 6–1, 6–4 (w/ Makarova) | 1–6, 2–6               |                        | 3–6, 5–7               | 1–2        | 2–4 (33,3 %)            | 23–30 (43,3 %)              | 3.     |
| 7.     | Garbiñe Muguruzaová                     | 6–2, 6–1 (w/ Makarova) | 0–6, 6–1, 6–1          | 6–3, 7–5               |                        | 3–0        | 6–1 (85,7 %)            | 37–19 (66,1 %)              | 1.     |

Pořadí bylo určeno na základě následujících kritérií: 1) počet vyhraných utkání; 2) počet odehraných utkání; 3) vzájemný poměr utkání u dvou hráček se stejným počtem výher; 4) procento vyhraných setů, procento vyhraných her u třech hráček se stejným počtem výher; 5) rozhodnutí řídící komise.

### Skupina Sredets
|       |                        | Cibulková     | Petkovic | Suárez Navarro | Pironkova     | Zápasy V/P | Sety V/P     | Hry V/P        | Pořadí |
| 2.    | Dominika Cibulková     |               | 5–7, 3–6 | 7–5, 6–4       | 6–3, 7–6(8–6) | 2–1        | 4–2 (66,7 %) | 34–31 (52,3 %) | 3.     |
| 4.    | Andrea Petkovicová     | 7–5, 6–3      |          | 0–6, 4–6       | 7–5, 6–2      | 2–1        | 4–2 (66,7 %) | 30–27 (52,6 %) | 2.     |
| 5.    | Carla Suárez Navarrová | 5–7, 4–6      | 6–0, 6–4 |                | 7–6(7–2), 6-1 | 2–1        | 4–2 (66,7 %) | 34–24 (58,6 %) | 1.     |
| 8./WC | Cvetana Pironkovová    | 3–6, 6–7(6–8) | 5–7, 2–6 | 6–7(2–7), 1–6  |               | 0–3        | 0–6 (0 %)    | 23–39 (37,1 %) | 4.     |

Pořadí bylo určeno na základě následujících kritérií: 1) počet vyhraných utkání; 2) počet odehraných utkání; 3) vzájemný poměr utkání u dvou hráček se stejným počtem výher; 4) procento vyhraných setů, procento vyhraných her u třech hráček se stejným počtem výher; 5) rozhodnutí řídící komise.